# مستقبل عامل نمو الخلية الليفية 2
مستقبل عامل نمو الخلايا الليفية 2 ( FGFR2 ) والمعروف أيضًا باسم CD332 ( عنقود تمايز 332) عبارة عن بروتين يتم ترميزه في البشر بواسطة جين FGFR2 الموجود على الكروموسوم 10، FGFR2 هو مستقبل لعامل نمو الخلايا الليفية.
يعد البروتين المشفر بواسطة هذا الجين عضوًا في عائلة مستقبلات عامل نمو الخلايا الليفية، حيث يتم حفظ تسلسل الأحماض الأمينية بشكل كبير بين الأعضاء وخلال التطور، أفراد عائلة FGFR يختلفون عن بعضهم البعض في تقاربهم اللجيني وتوزيع الأنسجة، يتكون البروتين التمثيلي كامل الطول من منطقة خارج الخلية تتألف من ثلاث وحدات من الغلوبولين المناعي وقطاع واحد كاره للماء يمتد من الغشاء، ووحدة كيناز التايروسين السيتوبلازمي، يتفاعل الجزء خارج الخلية من البروتين مع عوامل نمو الخلايا الليفية مما يؤدي إلى بدء سلسلة من الإشارات في اتجاه المصب مما يؤثر في النهاية على التكاثر والتمايز، يعتبر هذا الفرد من أفراد الأسرة مستقبلاً عالي التقارب لعامل نمو الحمض و/أو الخلية الكيراتينية اعتمادًا على الأشكال الأيسومرية.

## الوظيفة
يلعب FGFR2 دورًا مهمًا في التطور الجنيني وإصلاح الأنسجة خاصة العظام والأوعية الدموية، ومثل أعضاء آخرين في أسر مستقبلات عامل نمو الخلايا الليفية فإن هذه المستقبلات إشارة عن طريق الارتباط بلجين وتكوين مركب ثنائي الوحدات (الاقتران من المستقبلات)، والذي يسبب ثنائي الوحدات التيروزين كيناز لبدء سلسلة من الإشارات بين الخلايا، على المستوى الجزيئي فإن هذه الإشارات تتوسط انقسام الخلايا والنمو والتمايز.

## الأشكال الأيسومرية
يحتوي FGFR2 على اثنين من الأشكال الأيسومرية التي تحدث بشكل طبيعي: FGFR2IIIb و FGFR2IIIc، التي تم إنشاؤها عن طريق الربط بجزيء ثنائي الوحدات يشبه الجلوبيولين المناعي، يوجد FGFR2IIIb في الغالب في الأنسجة المشتقة من الأديم الظاهر وبطانة الأعضاء البطانية أي الجلد والأعضاء الداخلية، بينما يتم العثور على FGFR2IIIc في اللحمة المتوسطة والتي تشمل عظم القحف الوجهي، ولهذا السبب فإن طفرات هذا الجين والأشكال الأيسومرية ترتبط بتعظم الدروز الباكر.

## التفاعلات
وقد تُظهر مستقبلات عامل نمو الخلايا الليفية 2 تفاعلًا مع FGF1
الأشكال الأيسومرية مقسمة ومع ذلك فإنها تختلف في الارتباط:
- يرتبط FGFR2IIIb بـ FGF-1 و-3 و-7 و-10 و-22
- يرتبط FGFR2IIIc بـ FGF-1 و -2 و-4 و-6 و-8 و-9 و-17 و-18

هذه الاختلافات في الربط ليست مفاجئة لأن لجين FGF معروف بربطه بمجال الغلوبولين المناعي الثاني والثالث للمستقبل.